# Zonne-energie in Nederland

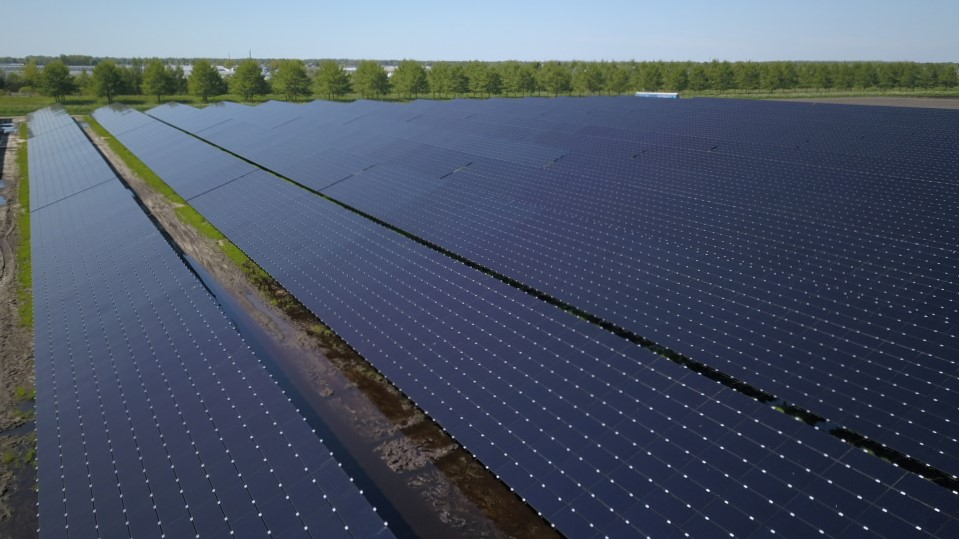
Zonnepark Lange Runde in de Nederlandse provincie Drenthe.

In 2022 is er in Nederland 19.578 GWh aan zonnestroom opgewekt. Hiermee leverde zonnestroom 17,5% van de stroomproductie. 
In 2024 had ruim 35% van de Nederlandse huishoudens een PV-installatie. Deze produceerden gezamenlijk ongeveer 45% van de opgewekte zonnestroom
In 2023 was Nederland in Europa het land met het hoogste PV-vermogen per hoofd van de bevolking met 1.299Wp. Wereldwijd had alleen Australië een hoger vermogen per hoofd van de bevolking.
Zonne-energie is in Nederland een relatief veel benutte energiebron doordat de Nederlandse overheid ingezet heeft op duurzame energie en veel andere energiebronnen duurder zijn, slecht voor het milieu en exploitatie van deze energiebronnen in Nederland op weerstand van omwonenden stuit (NIMBY).

## Potentie

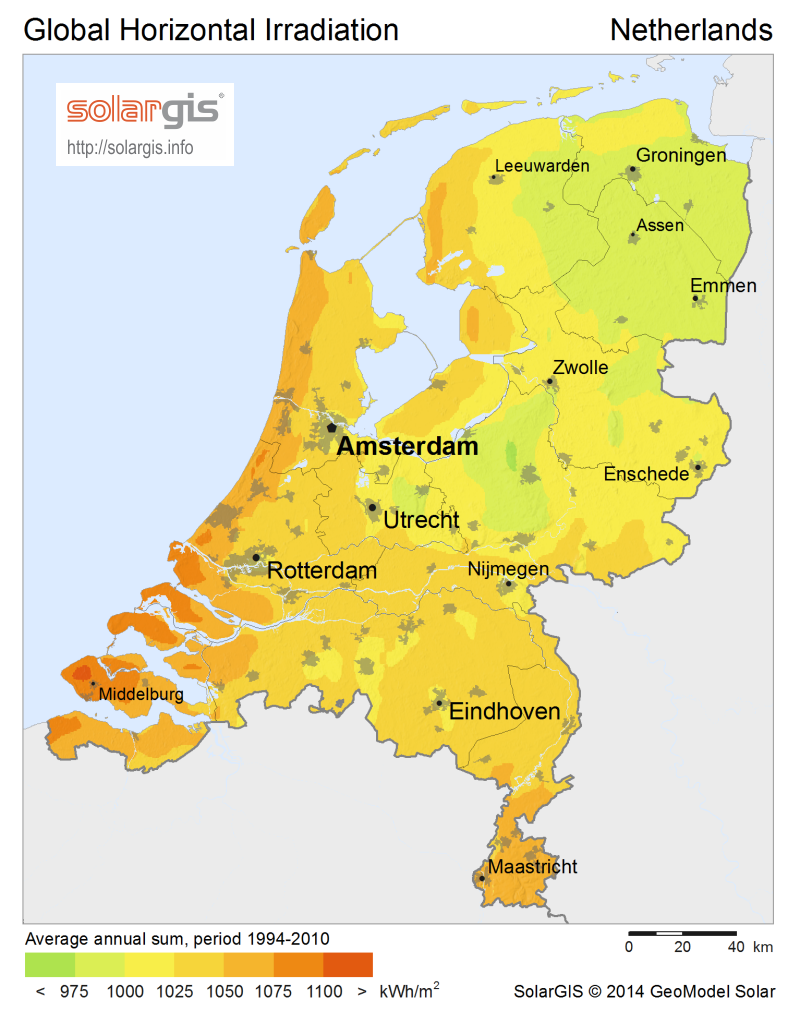
Jaargemiddelde instraling op het horizontale vlak in Nederland

### Zoninstraling in Nederland
De totale zoninstraling in Nederland op een horizontaal vlak bedraagt circa 1000 kWh (3,6 GJ) per vierkante meter, per jaar. Voor heel Nederland (oppervlakte 41.543 km²) komt dat neer op ongeveer 40.000 TWh (144.000 PJ) per jaar. Met zonnepanelen kan een deel hiervan worden omgezet in bruikbare elektriciteit. Hoeveel precies hangt af van het rendement van de panelen (typisch 24%) en het voor zonnepanelen beschikbare oppervlak. Ook kan een deel van de zoninstraling worden aangewend als zonnewarmte.

### Opbrengst van een zonnepaneel in Nederland
In Nederland en België rekent men voor (goed geplaatste) zonnepanelen met gemiddeld 850 vollast-uren (kWh/kWp) per jaar (capaciteitsfactor ~10%). Een zonnepaneel van 100 W wekt per jaar dus zo’n 85 kWh op: het jaargemiddelde vermogen is ongeveer 10% van het nominale vermogen. Ter vergelijking: een windturbine van hetzelfde vermogen produceert in Nederland 2 tot 5 keer zoveel energie per jaar.
Zonnepanelen op water (in drijvende zonneparken) kunnen een iets hogere opbrengst hebben door het verkoelende effect van het water. Voor zonnepanelen die meedraaien met de zon (zonvolgsysteem, bijvoorbeeld ook in drijvende zonneparken) is het aantal vollast-uren in Nederland ongeveer 30% hoger, dus ongeveer 1100 vollasturen per jaar (capaciteitsfactor ~12,5%).

### Opbrengst van een zonnepark of zonnedak
Grootschalige fotovoltaïsche installaties hebben een vermogensdichtheid van ongeveer 0,7-1 MW per hectare (70-100 MW/km²). In Nederland komt dat neer op een productiedichtheid van ongeveer 0,5 tot 1 GWh per jaar per hectare (50-100 GWh/jaar/km²), in het beste geval genoeg voor ongeveer 300 huishoudens (per hectare, 30.000 huishoudens per km²). Met typische zonnepanelen van 300 W zijn dat zo'n 2 à 3.000 zonnepanelen per hectare (200.000 tot 300.000 per km²). De vermogens-, panelen- en productiedichtheid is iets hoger bij panelen in een oost-west opstelling dan bij een traditionele zuid-opstelling. Met drijvende (en/of meedraaiende) zonnepanelen kan ook een iets hogere productiedichtheid gehaald worden.

### Totale potentieel van zonnestroom
Als heel Nederland (41.543 km²) één groot zonnepark zou zijn, zou dat met bovengenoemde 1 GWh per hectare en 850 kWh/kWp, circa 3531 TWh elektriciteit kunnen produceren per jaar. Natuurlijk zijn zonnepanelen lang niet overal mogelijk of gewenst; daarom kijkt men voor een realistisch potentieel naar het beschikbare dakoppervlak, civiele werken, infrastructuur, parkeerplaatsen, en eventuele braakliggende- of landbouwgrond.
Volgens een analyse van Deloitte is er in Nederland 892 km² (~125.000 voetbalvelden) aan dakoppervlak geschikt voor plaatsing van zonnepanelen. Daar zouden 270 miljoen zonnepanelen (~80 GW) op kunnen worden geplaatst die samen 217 PJ (60 TWh) per jaar produceren, goed voor 50% van het Nederlandse stroomgebruik. Met alleen de daken van woonhuizen zou 80 PJ (22 TWh) opgewekt kunnen worden, goed voor vrijwel het gehele stroomverbruik van de Nederlandse huishoudens. Voor de woonhuizen alleen zou dit neerkomen op ongeveer 100 miljoen zonnepanelen (30 GW) op ongeveer 330 km² dakoppervlak.
In 2020 publiceerde Deloitte een interactieve applicatie (Rooftop Solar Tool) waarin alle Nederlandse gebouwen met meer dan 6.000 vierkante meter dakoppervlakte in kaart zijn gebracht. Van elk gebouw is de verwachte zonne-opbrengst berekend en is te zien of er voor het gebouw al een SDE-subsidie is aangevraagd. In totaal zijn er in de studie 4.400 potentieel geschikte panden opgenomen.
Volgens een studie van Holland Solar is de potentie van zonnestroom op woningen 13 PJ (3,5 TWh) per jaar in 2020 en 92 PJ (26 TWh) in 2050. Inclusief bedrijfsdaken loopt dit op tot 16 PJ (4,5 TWh) in 2020 en 204 PJ (57 TWh) in 2050. Daarnaast kan naar schatting nog eens 200 PJ (56 TWh) op civiele werken en parkeerterreinen worden gerealiseerd.

### Potentieel van zonnewarmte
Voor zonnewarmte wordt het potentieel geschat op 5,0 PJ per jaar in 2020 en 107 PJ per jaar in 2050.

## Beleid en doelstellingen
In het Klimaatakkoord is de ambitie opgenomen om in 2030 met zon en wind op land samen 35 TWh/jaar op te wekken. Er wordt uitgegaan van ongeveer 22 GW aan geïnstalleerd vermogen zon-pv in 2030, volgens het akkoord goed voor ongeveer 22 TWh/jaar.
Om de productie van zonnestroom te stimuleren heeft de overheid diverse maatregelen genomen:
- De salderingsregeling, gestart in 2004 en stopt per 2027
- BTW teruggave voor PV-installaties, gestart in 2023[13]
- SDE++ subsidie voor bedrijven
- Energie-investeringsaftrek voor bedrijven
- ISDE subsidie, gestart in 2016, nu (2025) alleen nog beschikbaar voor zonnewarmte
- Gunstige energiebespaarlening ,
- Zonne-energie op een woning kan een beter energielabel opleveren wat de waarde van de woning verhoogt.[14]

Verder is er meestal geen vergunning voor plaatsing op daken nodig, al is het aanmelden van een nieuwe installatie wel verplicht.

## Uitdagingen
Er zijn diverse uitdagingen voor zowel de overheid, netbeheerders en producenten van zonne-energie. Door de sterke groei van zonnestroom zou er zonder regulering meer ingevoed worden dan waar het stroomnetwerk voor ontworpen is, dit wordt tijdelijk opgelost door beperkingen op te leggen aan de aansluitingen op het netwerk. Dit heet netcongestie. Doordat zonnenergie hoofdzakelijk midden op de dag wordt geproduceerd en geen betaalde input heeft blijven deze energiecentrales altijd aan staan. Dat kan leiden tot negatieve stroomprijzen waarbij de gebruiker wordt betaald voor afname op een bepaald moment en de leverancier moet betalen. In 2023 waren er 316 uur met negatieve stroomprijzen. Deze prijzen zijn wel zonder de belastingen dus voor consumenten blijft het interessant om in te voeden.
Voor huishoudens met een vast energiecontract geld dat ze veelal sinds 2024 een terugleverboete moeten betalen evenredig aan de hoeveelheid stroom die wordt ingevoed op het net. Hiermee wordt het effect van de salderingsregeling verminderd. Dit kan vermeden worden met een dynamisch contract waarbij de elektriciteitsprijzen per uur wisselen. 
Door energie op te slaan op momenten dat er op het net teveel geproduceerd wordt en later te verkopen kan er meer winst gemaakt worden en wordt het net stabieler. Dit gebeurt in Nederland hoofdzakelijk met batterijen, zowel op industriële schaal als in huishoudens.
Voor een verdere groei van het aantal installatie willen ontwikkelaars buiten de bebouwde omgeving grootschalige zonnestroominstallaties plaatsen. Hier is maatschappelijke weerstand tegen vanwege de ruimte die het in beslag neemt die niet goed meer op een andere wijze gebruikt kan worden en vanwege het landschap.

## Groei en prognose
In de Klimaat- en Energieverkenning (KEV) 2024 van het Planbureau voor de Leefomgeving (PBL) werd verwacht dat het geïnstalleerde vermogen aan zonnepanelen groeit in Nederland van 73,1 Pj per eind 2023 naar 111 Pj in 2030 en 133 Pj in 2035. 
In dezelfde publicatie verwacht het PBL een toename van 100% voor zonnewarmte tussen 2023 en 2030 van 1,2 naar 2,4 Pj.

## Statistieken

### Zonnestroom

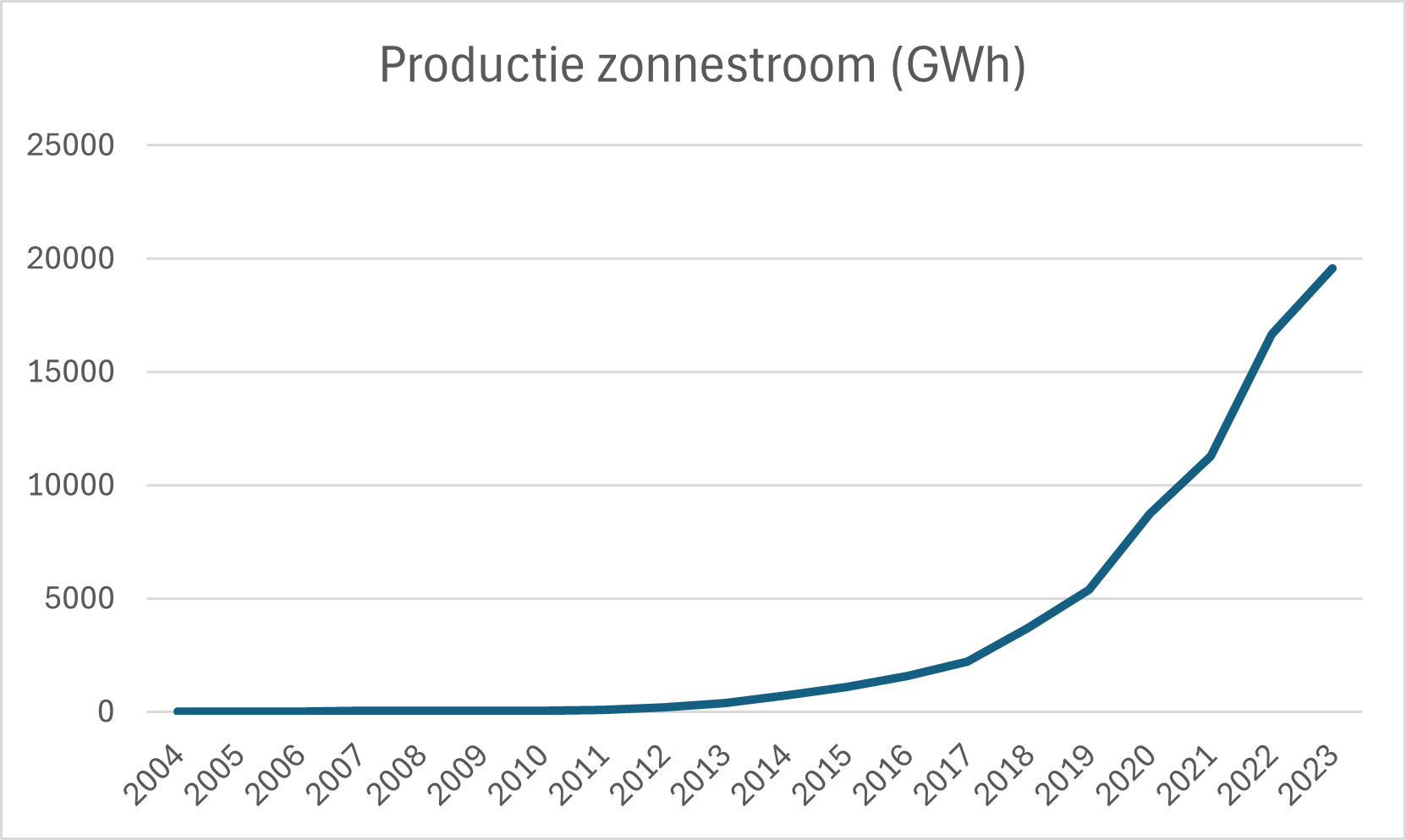
Energie productie door PV-installaties in Nederland in de periode 2004-2023

| Jaar | Vermogen (MWp)     | Jaaropbrengst (GWh) |
| ---- | ------------------ | ------------------- |
| 2004 |                    | 34                  |
| 2005 |                    | 35                  |
| 2006 |                    | 37                  |
| 2007 |                    | 38                  |
| 2008 |                    | 40                  |
| 2009 |                    | 45                  |
| 2010 |                    | 56                  |
| 2011 |                    | 104                 |
| 2012 |                    | 191                 |
| 2013 |                    | 410                 |
| 2014 |                    | 725                 |
| 2015 |                    | 1.109               |
| 2016 |                    | 1.602               |
| 2017 |                    | 2.208               |
| 2018 |                    | 3.709               |
| 2019 | 7.226              | 5.399               |
| 2020 | 11.108             | 8.568               |
| 2021 | 14.823             | 11.304              |
| 2022 | 19.536             | 16.657              |
| 2023 | 24.302*            | 19.578*             |
| 2024 | 26.065* (t/m juni) | 21.645*             |

* Voorlopige cijfers

### Zonnewarmte
Naast zonnestroom wordt zonne-energie ook direct gebruikt voor verwarming.
| Jaar | Oppervlak ha | Jaaropbrengst (GWh) |
| ---- | ------------ | ------------------- |
| 1990 | 7,3          | 28                  |
| 1995 | 13,9         | 59                  |
| 2005 | 27,5         | 126                 |
| 2010 | 42,1         | 200                 |
| 2015 | 64,7         | 316                 |
| 2020 | 66,9         | 327                 |
| 2023 | 66,7*        | 327*                |

* Voorlopige cijfers

## Records
In 2025 is gestart met de bouw van het zonnepark Eekerpolder in de provincie Groningen. Dit zonnepark bestaat uit 312.939 PV-panelen met een totaal capaciteit van bijna 200 MWp. De oppervlakte is ca 160 hectare.
Het zonnecollectorenveld Zoneiland Almere leverde in 2018 een recordhoeveelheid warmte. Met 520 zonnecollectoren werd in dat jaar 10.350 GJ aan warmte geleverd, genoeg voor een miljoen douchebeurten.